# Marcha Orientalis

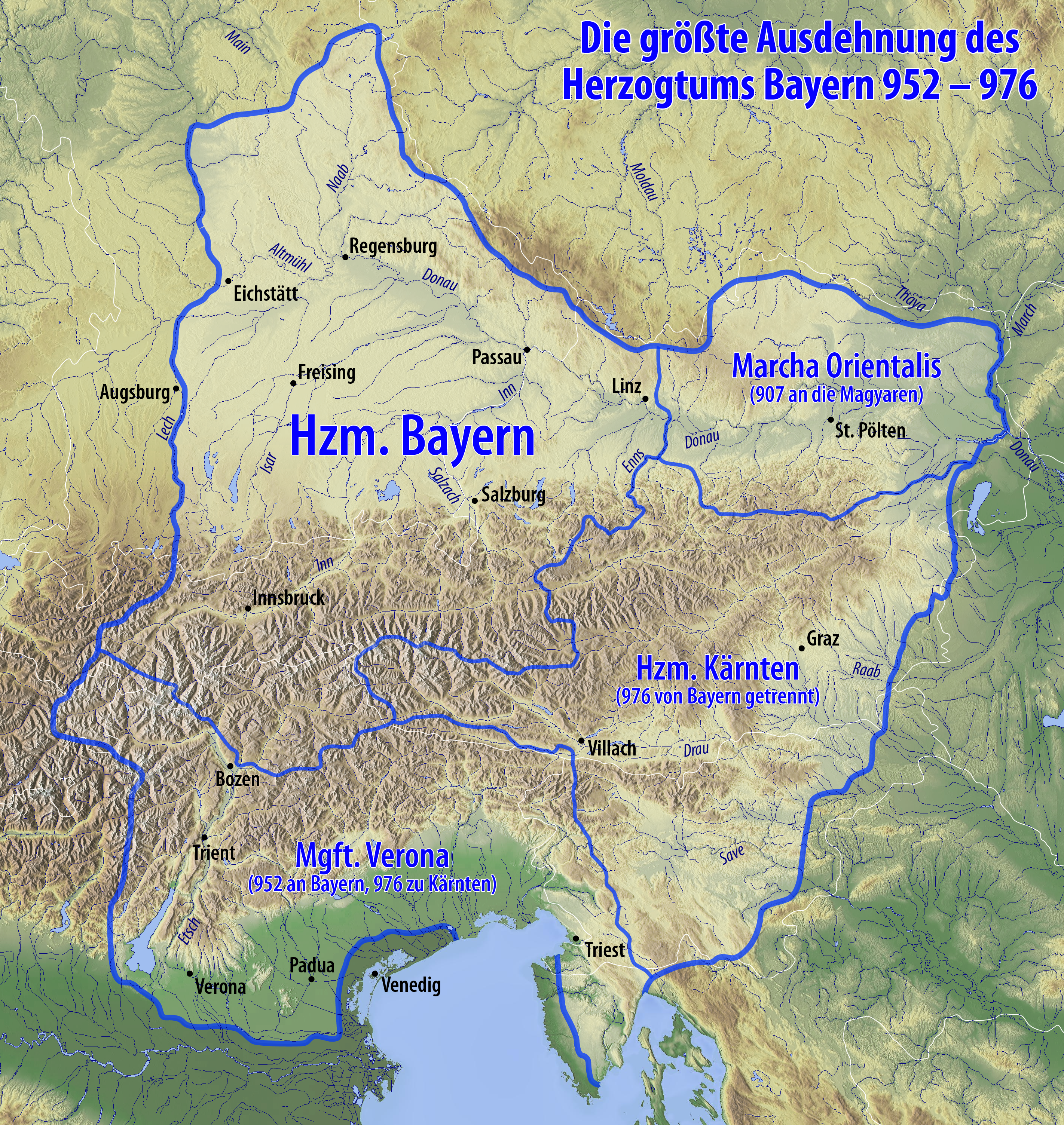
Het markgraafschap met de Latijnse naam Marcha Orientalis was het meest oostelijke district van het hertogdom Beieren in de 9e eeuw.

Marcha Orientalis of Oostmark van Beieren was een markgraafschap van het stamhertogdom Beieren, dat zelf deel was van het Oost-Frankische rijk. Dit gebied in de 9e eeuw en 10e eeuw komt vandaag grotendeels overeen met Neder-Oostenrijk en Opper-Oostenrijk.
Dit markgraafschap had het voorgaande markgraafschap der Avaren opgeslorpt. Het lag in een overgangsgebied met de noorderbuur, het Groot-Moravische Rijk.
Begin 10e eeuw vestigden de Hongaren zich in de Pannonische Vlakte, ten koste van Moravië maar zeker ten koste van Beieren. De belangrijkste Hongaarse leider hierin was Árpád. De Oostmark van Beieren bestond niet meer en werd gedurende tientallen jaren de uitvalsbasis van Hongaarse strooptochten in Beieren en verder.

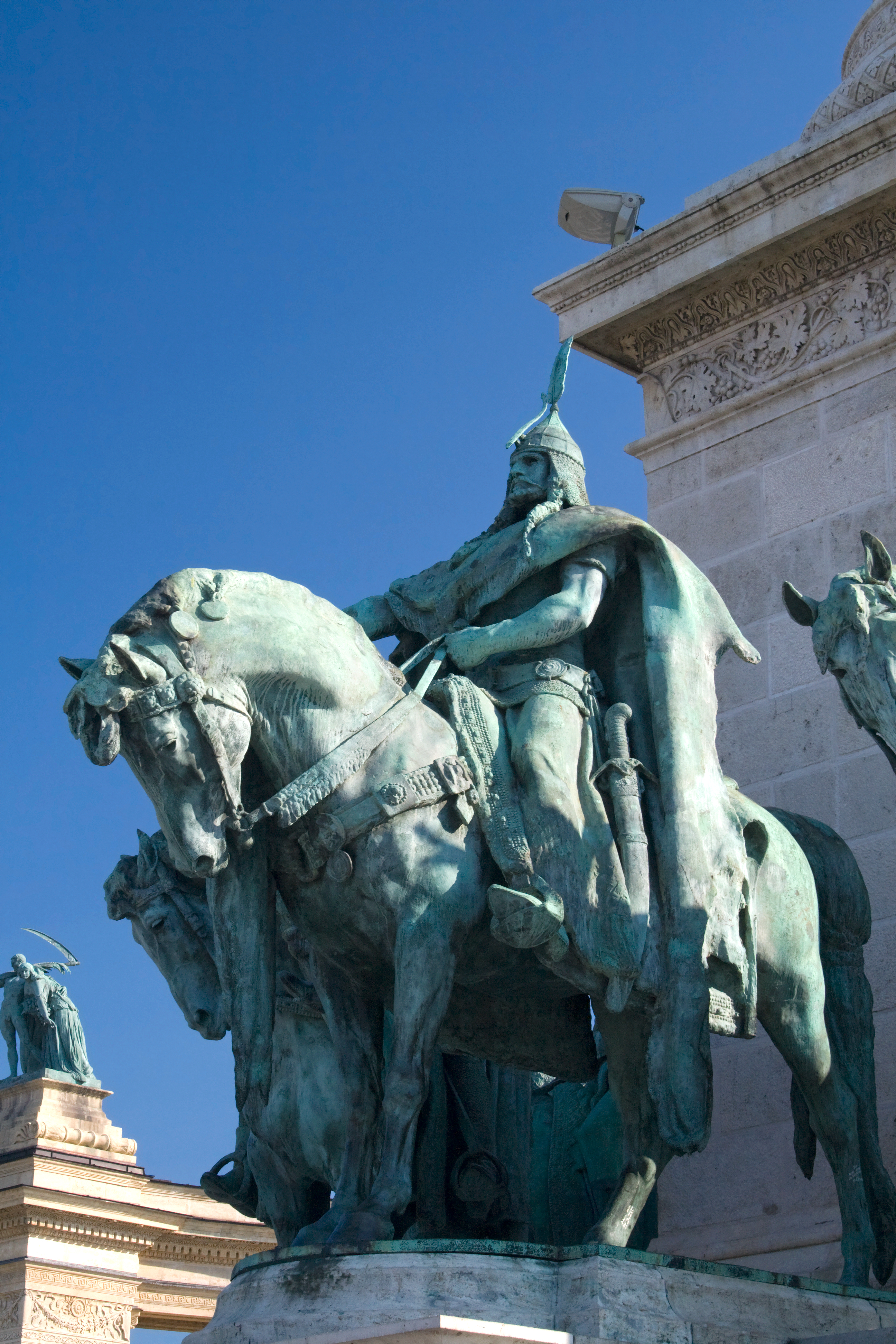
Standbeeld van Arpád in Boedapest, de Hongaarse veldheer die, onder andere, de Beierse Oostmark onder de voet liep.

Slechts na de Slag op het Lechveld (955) kon de Rooms-Duitse keizer Otto I de Hongaren definitief terugdringen naar de Pannonische Vlakte. Zo ontstond een tweede Marcha Orientalis die doorgaans Marcha Austriae of markgraafschap Oostenrijk wordt genoemd.